# Kenneth Maxwell
Pour les articles homonymes, voir Maxwell.
Kenneth R. Maxwell (né en 1941) est un historien britannique. Sa spécialité est l'Ibérie et l'Amérique latine.
Membre depuis longtemps du Council on Foreign Relations, pendant quinze ans il était chef du Programme d'études de l'Amérique latine. Sa démission du Conseil le 13 mai 2004 a tourné autour d'un débat majeur sur la question de rupture de la politique de séparation de l'Église et de l'État entre le Conseil et son magazine Foreign Affairs.
Dès décembre 2004, Maxwell est devenu professeur associé à l'université Harvard et conférencier au David Rockefeller Center for Latin American Studies de la même université, où il dirige le Programme d'études brésiliennes.